# Live at the Isle of Wight Festival 1970
| 전문가 평가                       | 전문가 평가  |
| 평가 점수                         | 평가 점수    |
| 출처                              | 점수         |
| --------------------------------- | ------------ |
| AllMusic                          | [ 1 ]        |
| Robert Christgau                  | C+           |
| The Encyclopedia of Popular Music | [ 3 ]        |
| MusicHound                        | 4.5/5        |
| Rolling Stone                     | (favourable) |

《Live at the Isle of Wight Festival 1970》는 영국의 록 밴드 더 후의 라이브 음반으로, 1970년 8월 29일, 아일오브와이트 페스티벌에서의 공연을 수록하고 있다. 이 음반은 1996년 미국에서 더블 CD 형식으로 처음 발매되었으며, 이후 2001년 영국에서는 더블 CD와 트리플 바이닐 형식으로 발매되었다. 공연의 일부를 담은 축약 버전의 영상도 1996년에 VHS와 DVD 형식으로 출시되었다.

## 배경
더 후는 아일오브와이트 페스티벌 무대에 오를 당시, 《Tommy》 투어를 시작한 지 1년 3개월이 지난 시점이었다. 1969년과 마찬가지로, 밴드는 그들의 유명한 록 오페라인 《Tommy》의 대부분을 연주했으며, 이 시점에서 해당 작품은 페스티벌 관객들에게 이미 익숙한 레퍼토리였다. 《기네스 세계 기록》에 따르면 약 60만에서 70만 명에 달하는 청중을 거대한 탐조등이 비추었고, 더 후의 투어 매니저 존 울프에 따르면 이 조명은 "섬에 있는 모든 나방과 야행성 곤충들을 끌어들였다"고 회고한다.  더 후는 새벽 2시에 공연을 시작했다.
1970년 8월 무렵 피트 타운젠드는 이미 새로운 곡들을 세트리스트에 도입하고 있었으며, 이에는 〈Water〉, 〈I Don't Even Know Myself〉, 〈Naked Eye〉 등이 포함되었다. 이 곡들은 당시 레코딩 중이던 프로젝트 《Lifehouse》를 위해 준비된 것이었으나, 《Lifehouse》는 결국 중단되었다. 하지만 해당 세션은 이후 더 후의 대표작인 《Who's Next》의 탄생으로 이어졌다.
이 외에도 더 후는 〈Substitute〉, 〈My Generation〉, 〈Magic Bus〉, 〈I Can't Explain〉 등 그들의 대표적인 라이브 레퍼토리와 함께, 〈Shakin' All Over〉, 〈Summertime Blues〉와 같은 커버곡도 연주했다.

## 곡 목록
모든 곡들은 특별한 언급이 없는 한 피트 타운젠드에 의해 작사/작곡하였다.
| #   | 제목                                   | 작사·작곡              | 재생 시간 |
| --- | -------------------------------------- | ---------------------- | --------- |
| 1.  | 〈Heaven and Hell〉                    | 존 엔트위슬            | 5:16      |
| 2.  | 〈I Can't Explain〉                    |                        | 2:45      |
| 3.  | 〈Young Man Blues〉                    | 모스 앨리슨            | 6:06      |
| 4.  | 〈I Don't Even Know Myself〉           |                        | 6:11      |
| 5.  | 〈Water〉                              |                        | 10:53     |
| 6.  | 〈Overture〉                           |                        | 5:08      |
| 7.  | 〈It's a Boy〉                         |                        | 1:33      |
| 8.  | 〈1921〉                               |                        | 2:27      |
| 9.  | 〈Amazing Journey〉                    |                        | 3:19      |
| 10. | 〈Sparks〉                             |                        | 5:10      |
| 11. | 〈Eyesight to the Blind (The Hawker)〉 | 소니 보이 윌리엄슨 2세 | 1:58      |
| 12. | 〈Christmas〉                          |                        | 3:25      |

| #   | 제목                                          | 작사·작곡                                | 재생 시간 |
| --- | --------------------------------------------- | ---------------------------------------- | --------- |
| 1.  | 〈The Acid Queen〉                            |                                          | 3:41      |
| 2.  | 〈Pinball Wizard〉                            |                                          | 2:50      |
| 3.  | 〈Do You Think It's Alright?〉                |                                          | 0:22      |
| 4.  | 〈Fiddle About〉                              | 엔트위슬                                 | 1:15      |
| 5.  | 〈Tommy Can You Hear Me?〉                    |                                          | 0:58      |
| 6.  | 〈There's a Doctor〉                          |                                          | 0:22      |
| 7.  | 〈Go to the Mirror!〉                         |                                          | 3:32      |
| 8.  | 〈Smash the Mirror〉                          |                                          | 1:16      |
| 9.  | 〈Miracle Cure〉                              |                                          | 0:13      |
| 10. | 〈I'm Free〉                                  |                                          | 2:24      |
| 11. | 〈Tommy's Holiday Camp〉                      | 키스 문                                  | 1:01      |
| 12. | 〈We're Not Gonna Take It〉                   |                                          | 9:37      |
| 13. | 〈Summertime Blues〉                          | 에디 코크런, 제리 케이프하트             | 3:24      |
| 14. | 〈Shakin' All Over/Spoonful/Twist and Shout〉 | 조니 키드/윌리 딕슨/필 메들리, 버트 번스 | 6:27      |
| 15. | 〈Substitute〉                                |                                          | 2:10      |
| 16. | 〈My Generation〉                             |                                          | 7:15      |
| 17. | 〈Naked Eye〉                                 |                                          | 6:33      |
| 18. | 〈Magic Bus〉                                 |                                          | 4:35      |